# Серія Гендріка Гольціуса Сім планет
«Сім планет» (Septem Planetae) — графічна серія, котру створив нідерландський художник Гендрік Гольціус (1558–1617), малюнки котрого переводив у гравюри Ян Санредам (1565–1607).

## Передісторія
Гендрік Гольціус не був першим, хто звернувся до теми «Сім планет».
- Алегоричні скульптури «Сім планет» створив антверпенський скульптор Жак Йонгелінк (1530—1606), нині — Королівський палац (Мадрид).

- Власні серії «Сім планет» вже розробляли до нього нідерландські художники Мартен ван Гемскерк  (близько 1531 року) та Мартен де Вос (не раніше 1588 року). Обидва попередники подавали планети у особі алегорій, що мешкають на небі і керують людьми на землі з неба. Вони сидять на хмарах або керують колісницями тощо, втручаються у земне життя людей, але їх не видно.

Вони лише небесні патрони людей і їх впливи формують як їх різноманітні характери, так і  темпераменти, вибір професій тощо. Все це сприяло зближенню планет з астрологією та знаками зодака.

## Опис серії Гендріка Гольціуса

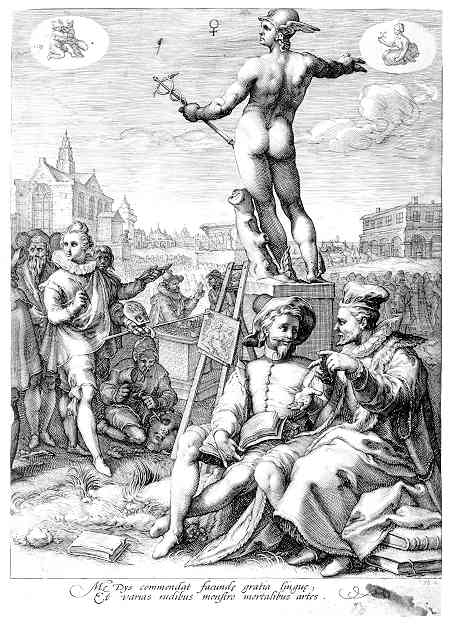
«Меркурій і особи, котрими він керує», серія «Сім планет», 1597 р.

Гендріка Гольціуса, завзятого графіка, зацікавила тема і він створив сім малюнків, де теж подав сім планет як покровителів окремих людей, їх характеру і фахової приналежності. Вибір планет обмежився на семи класичних на той час планетах, серед котрих — Меркурій, Венера, Марс, Юпітер, Сатурн, Місяць та Сонце або Аполлон.
- Меркурій був покровителем художніх професій
- Венера керувала в царині людського кохання
- Марс  був богом вояків і покровителем війни
- Юпітер вважався покровителем гуманістів
- Сатурн керував в царині людського сільського господарства
- Місяць керував моряками
- Аполлон і Сонце були у одній особі і керували королями і володарями князівств згідно знань тої доби.

Але Гендрік низводив богів-покровителів на землю і подав їх у власній серії як скульптурні монументи. Навколо скульптур, що на постаментах, зручно розташовані персонажі (уособлення різних темпераментів і професій), котрим покровительствує відповідна планета і відповідні знаки зодіака. Деталі, вигадані персонажі і краєвиди на тлі — не менш цікаві, ніж скульптури, що нагадують садово-паркову скульптуру розкішних магнатських садів доби маньєризму і раннього бароко.
До 20 століття збереглося чотири оригінальні, підготовчі малюнки до серії «Сім планет», два з котрих потрапили до збірок Державного музею в місті Амстердам, а два інші в бібліотеці Лейденського університету. Малюнки були переведені у друковану графіку художником Яном Санредамом, що надало можливість знати і вивчати повний комплект серії.

## Графічні твори, галерея

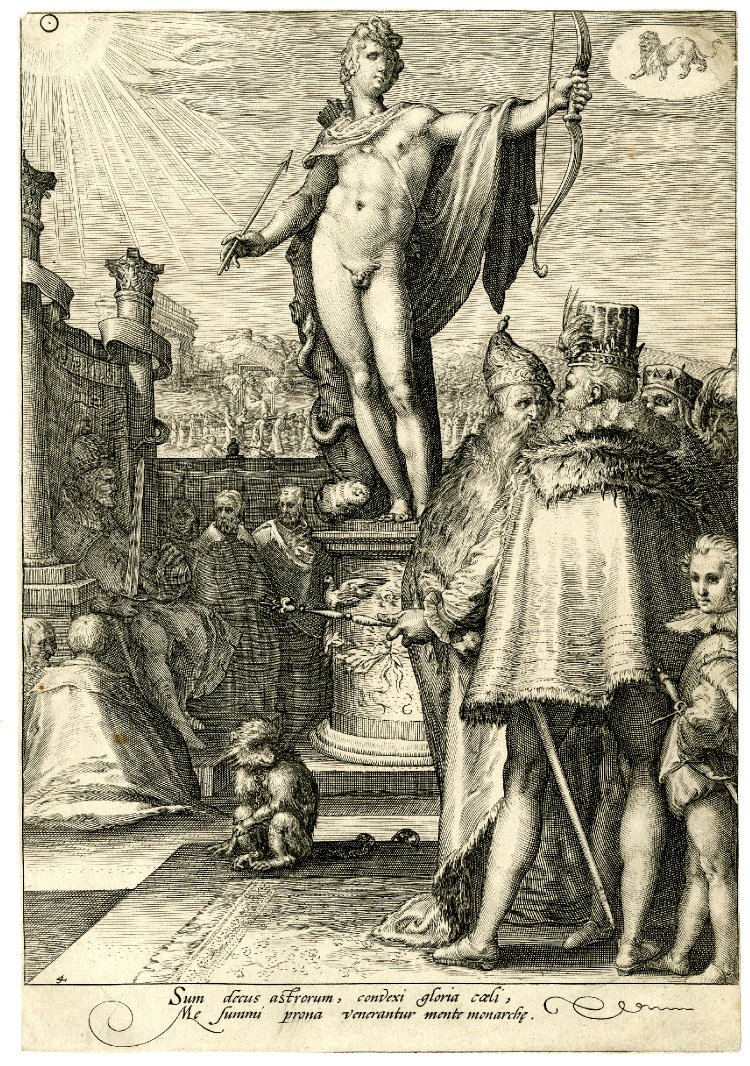
Сонце або Аполлон-Феб.
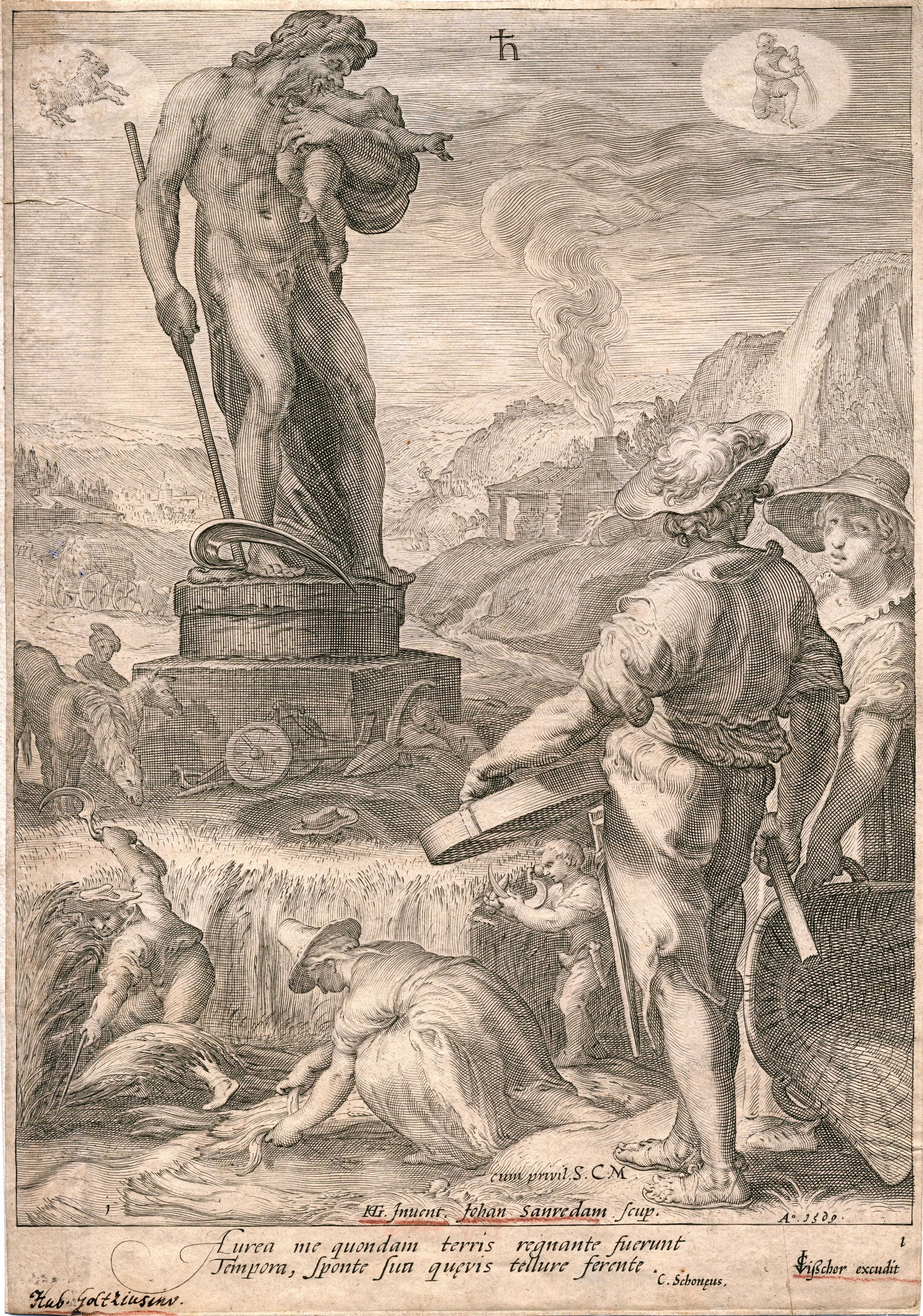
Сатурн як покровитель сільського господарства